# الکترولوکس
الکترولوکس (به سوئدی: Electrolux) شرکت لوازم خانگی سوئدی و چندملیتی است، که در زمینه طراحی، ساخت و توزیع لوازم برقی خانگی و تجهیزات الکترونیکی حرفه‌ای فعالیت می‌کند. ساختمان مرکزی این شرکت در شهر استکهلم قرار دارد.
شرکت الکترولوکس با توجه به میزان درآمد، پس از شرکت ویرلپول به‌عنوان دومین تولیدکننده دستگاه‌های خانگی جهان محسوب می‌شود.
محصولات شرکت الکترولوکس تحت نام‌های تجاری مختلف، تولید و عرضه می‌شوند. تمرکز اصلی محصولات این شرکت در درجه اول به تولید لوازم اصلی خانگی مانند؛ جاروبرقی، همچنین تجهیزات خانگی معطوف می‌باشد.
بخشی از سهام شرکت الکترولوکس در بازارهای بورس اوراق بهادار استکهلم و بورس نزدک معامله می‌شود. این شرکت جزئی از شاخص اوام‌اکس به‌شمار می‌آید.

## برخی از برندها
- آ ا گ؛ شرکت آلمانی تولیدکننده تجهیزات الکتریکی (مالکیت نام تجاری)
- بیم؛ برند مخصوص تولید جارو برقی
- زانوسی؛ شرکت تولید کننده لوازم خانگی ایتالیایی که در سال ۱۹۸۴ به الکترولوکس پیوست
- وایت وستینگ هاوس؛ تولید کنندهٔ آمریکایی لوازم خانگی (مالکیت نام تجاری لوازم خانگی)
- فریجیدیر؛ تولیدکننده آمریکایی لوازم خانگی